# Nāḩiyat Qūrqīnā
Nāḩiyat Qūrqīnā (arabiska: ناحية قورقينا) är ett subdistrikt i Syrien.   Det ligger i provinsen Idlib, i den nordvästra delen av landet, 300 km norr om huvudstaden Damaskus.
Omgivningarna runt Nāḩiyat Qūrqīnā är i huvudsak ett öppet busklandskap. Runt Nāḩiyat Qūrqīnā är det ganska tätbefolkat, med 179 invånare per kvadratkilometer.